# Roma Nuovo Salario
Roma Nuovo Salario (wł: Stazione di Nuovo Salario) – przystanek kolejowy w Rzymie, w regionie Lacjum, we Włoszech. Posiada 2 perony.
Jest obsługiwana przez pociągi regionalne, kursujące w cyklu 15 minutowym na odcinku Fiumicino-Fara Sabina, oraz 30 minutowym taktem do Poggio Mirteto i Orte.